# Eurovisiesongfestival 2007
Het Eurovisiesongfestival van 2007 werd op 10 en 12 mei 2007 gehouden in de Hartwall Arena in Helsinki, Finland. Voor de omroep YLE was dit een grote opgave, daar dit het grootste evenement in haar geschiedenis was. Het festival werd gewonnen door Servië.
Het Eurovisiesongfestival 2007 werd gepresenteerd door Mikko Leppilampi, Jaana Pelkonen en gastpresentator Krisse Salminen.

## Overzicht
Het was het 52ste festival. Voor de laatste keer werd met één halve finale gewerkt waaraan 28 landen deelnamen. 10 daarvan zouden 14 rechtstreeks geplaatste landen in de finale vergezellen. De halve finale was de uitzending met het hoogste aantal deelnemers, mede door vier nieuwe landen die voor het eerst deelnamen. Na de vorige edities ontstond er veel kritiek op het festival. De overwinning van de Finse rockgroep Lordi was voor veel mensen enkel aan de act met de monsterpakken toe te wijzen, waardoor er gesteld werd dat de show de muziek overheerste. Ook was er veel kritiek op het stemgedrag van verschillende landenblokken. De landen van de Balkan, de voormalige Sovjet-Unie en Scandinavië stemden massaal voor elkaar, waardoor het voor de andere landen moeilijker was om hoge plaatsen te halen of de halve finale te overleven. De procedure met televoting bleef niettemin behouden in 2007.
Duitsland, Frankrijk, Spanje en het Verenigd Koninkrijk waren rechtstreeks geplaatst als de vier landen die financieel het meest bijdragen aan het Eurovisiesongfestival. Daarnaast mochten de 10 best geklasseerde landen uit 2006 in de finale aantreden. Door de overwinning van een rocknummer in 2006 waren er dit jaar verschillende inzendingen in die stijl, echter zonder veel succes. Er werden ook andere minder gebruikelijke muziekstijlen geprobeerd, zoals blues (Hongarije) en opera (Slovenië). Opvallende inzendingen waren onder meer het Italiaanse nummer uit Letland en het debuutnummer van Georgië dat na de Rozenrevolutie voor het eerst deelnam en in de act de nationale kleuren rood en wit optimaal liet uitspelen. Denemarken en Oekraïne zonden travestienummers in. Opmerkelijk was dat de landen van het voormalige Joegoeslavië allemaal geheel of gedeeltelijk in de eigen landstaal zongen.

## Finale
De puntentelling verliep zoals de voorgaande jaren. Het scorebord was een videopresentatie. De landen werden volgens een geloote volgorde opgeroepen voor het geven van de punten. De laagste punten werden meteen bijgeteld en enkel de drie hoogste werden nog voorgelezen. Op het scorebord werd de volgorde van de landen meteen aangepast. Traditioneel werd er vanuit het publiek veel ongenoegen geuit bij het toekennen van punten aan buurlanden, vooral bij Centraal- en Oost-Europese landen. Na het voorlaatste land was het duidelijk dat Servië niet meer kon verliezen. Het land won zo al meteen bij zijn eerste deelname aan het festival. Het was een opvallende winnaar daar het in Servo-Kroatisch gezongen werd en het een ballade met dramatische opbouw was. Het lag in de stijl van enkele succesvolle nummers uit de regio van de voorbije jaren. Het was al van 1998 geleden dat een nummer dat niet (gedeeltelijk) in het Engels gezongen werd, won. Er werd weleens gesteld dat het nummer ook won omdat het het tegenovergestelde was van het rocknummer van Lordi vorig jaar.
Topfavoriet Oekraïne was met het shownummer van het typetje Vjerka Serdjoetsjka tweede voor het stevige popnummer van Rusland. Het Bulgaarse percussienummer met etnische invloeden werd vijfde en was daarmee tot 2016 het best scorende Bulgaarse nummer. De zesde plaats voor Wit-Rusland is ook de hoogste plaats voor dat land ooit. Opvallend was dat drie niet-Engelstalige nummer de top vijf behaalden. Net zoals de voorgaande jaren deden de landen uit de halve finale het beter dan de rechtstreeks geplaatste landen. Zes van de tien landen haalden de top 10. Het laagst scorende land uit de halve finale werd 16de. De grote vier landen deden het opnieuw slecht en zaten allemaal bij de laatste zes.

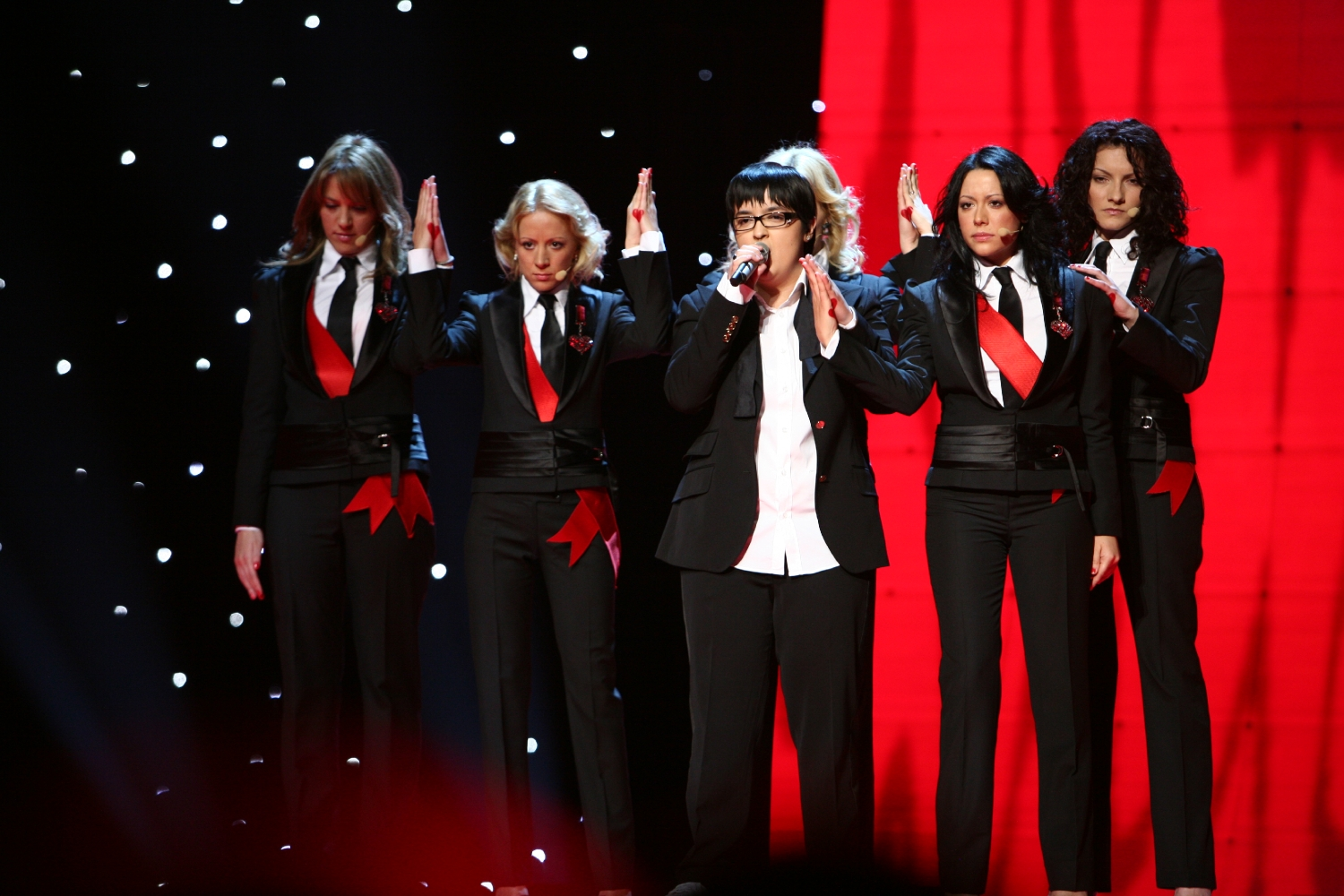
Servië won bij haar eerste deelname als onafhankelijke staat meteen het Eurovisiesongfestival

| Plaats | Land                  | Artiest                            | Lied                       | Punten |
| ------ | --------------------- | ---------------------------------- | -------------------------- | ------ |
| 1      | Servië                | Marija Šerifović                   | Molitva                    | 268    |
| 2      | Oekraïne              | Vjerka Serdjoetsjka                | Dancing lasha tumbai       | 235    |
| 3      | Rusland               | Serebro                            | Song # 1                   | 207    |
| 4      | Turkije               | Kenan Doğulu                       | Shake it up şekerim        | 163    |
| 5      | Bulgarije             | Stoyan Yankoulov & Elitsa Todorova | Water                      | 157    |
| 6      | Wit-Rusland           | Koldun                             | Work your magic            | 145    |
| 7      | Griekenland           | Sarbel                             | Yassou Maria               | 139    |
| 8      | Armenië               | Hayko                              | Anytime you need           | 138    |
| 9      | Hongarije             | Magdi Rúzsa                        | Unsubstantial blues        | 128    |
| 10     | Moldavië              | Natalia Barbu                      | Fight                      | 109    |
| 11     | Bosnië en Herzegovina | Marija Šestic                      | Rijeka bez imena           | 106    |
| 12     | Georgië               | Sopho Chalvasji                    | Visionary dream            | 97     |
| 13     | Roemenië              | Todomondo                          | Liubi, liubi, I love you   | 84     |
| 14     | Macedonië             | Karolina                           | Mojot svet                 | 73     |
| 15     | Slovenië              | Alenka Gotar                       | Cvet z juga                | 66     |
| 16     | Letland               | Bonaparti.lv                       | Questa notte               | 54     |
| 17     | Finland               | Hanna                              | Leave me alone             | 53     |
| 18     | Zweden                | The Ark                            | The worrying kind          | 51     |
| 19     | Duitsland             | Roger Cicero                       | Frauen regier'n die Welt   | 49     |
| 20     | Spanje                | D'Nash                             | I love you, mi vida        | 43     |
| 21     | Litouwen              | 4Fun                               | Love or leave              | 28     |
| 22     | Frankrijk             | Les Fatals Picards                 | L'amour à la française     | 19     |
| 22     | Verenigd Koninkrijk   | Scooch                             | Flying the flag (for you)  | 19     |
| 24     | Ierland               | Dervish                            | They can't stop the spring | 5      |

## Halve finale

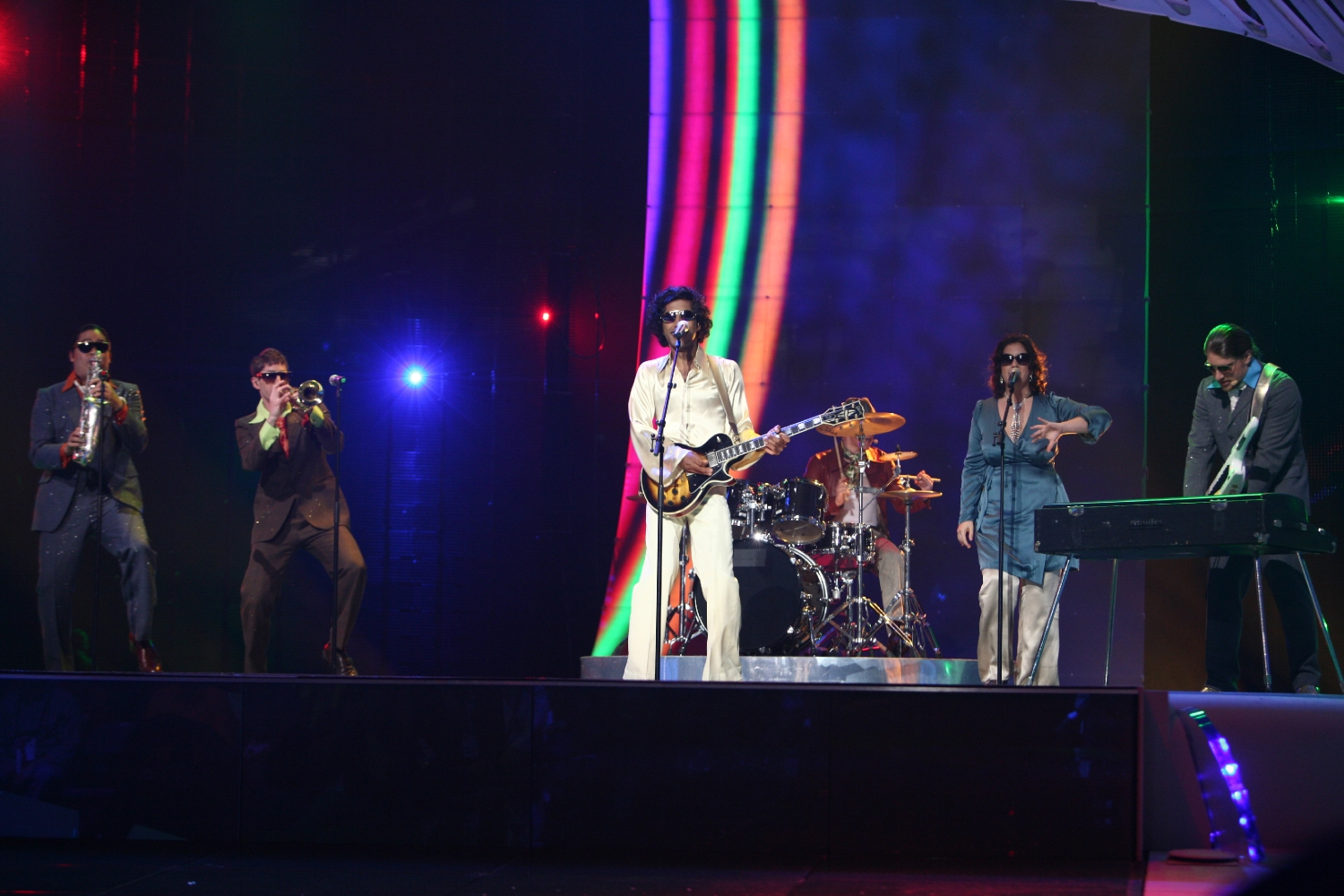
België, vertegenwoordigd door The KMG's, wist de finale niet te bereiken.

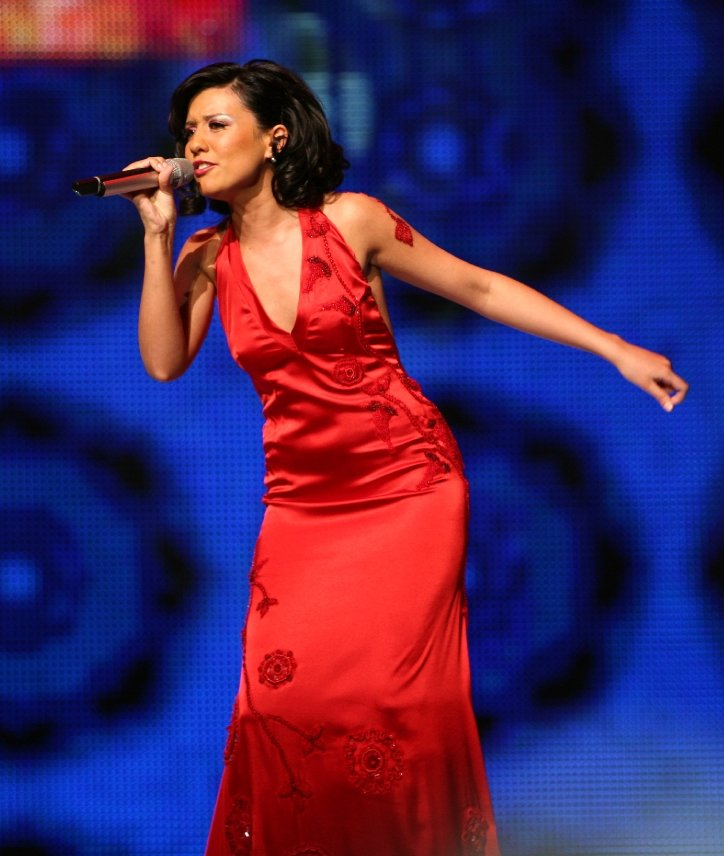
Georgië haalde bij zijn eerste deelname meteen de finale.

De halve finale bestond uit 28 deelnemers, het hoogste aantal ooit. Twee landen keerden na een jaar afwezigheid terug en vier landen maakten hun debuut. Alle landen stemden met televoting behalve Albanië en Andorra waar er te weinig gestemd werd en de back-upjury zijn werk deed. De tien best scorende landen mochten naar de finale. Deze kwamen allemaal uit Centraal- en Oost-Europa wat tot heel wat kritiek leidde. België en Nederland scoorden slecht met een 26ste en 21ste plaats, wat vooral in Nederland een ontgoocheling was gezien de Nederlandse Edsilia in het verleden al eens vierde was geweest op het festival. Tsjechië werd bij zijn debuut meteen laatste.
| Plaats | Land        | Artiest                            | Lied                   | Punten |
| ------ | ----------- | ---------------------------------- | ---------------------- | ------ |
| 1      | Servië      | Marija Šerifović                   | Molitva                | 298    |
| 2      | Hongarije   | Magdi Rúzsa                        | Unsubstantial blues    | 224    |
| 3      | Turkije     | Kenan Doğulu                       | Shake it up şekerim    | 197    |
| 4      | Wit-Rusland | Koldun                             | Work your magic        | 176    |
| 5      | Letland     | Bonaparti.lv                       | Questa notte           | 168    |
| 6      | Bulgarije   | Stoyan Yankoulov & Elitsa Todorova | Water                  | 146    |
| 7      | Slovenië    | Alenka Gotar                       | Cvet z juga            | 140    |
| 8      | Georgië     | Sopho Chalvasji                    | Visionary dream        | 123    |
| 9      | Macedonië   | Karolina                           | Mojot svet             | 97     |
| 10     | Moldavië    | Natalia Barbu                      | Fight                  | 91     |
| 11     | Portugal    | Sabrina                            | Dança comigo           | 88     |
| 12     | Andorra     | Anonymous                          | Salvem el món          | 80     |
| 13     | IJsland     | Eiríkur Hauksson                   | Valentine lost         | 77     |
| 14     | Polen       | The Jet Set                        | Time to party          | 75     |
| 15     | Cyprus      | Evridiki                           | Comme ci comme ça      | 65     |
| 16     | Kroatië     | Dragonfly feat. Dado Topić         | Vjerujem u ljubav      | 54     |
| 17     | Albanië     | Aida & Frederik Ndoci              | Hear my plea           | 49     |
| 18     | Noorwegen   | Guri Schanke                       | Ven a bailar conmigo   | 48     |
| 19     | Denemarken  | DQ                                 | Drama queen            | 45     |
| 20     | Zwitserland | DJ BoBo                            | Vampires are alive     | 40     |
| 21     | Nederland   | Edsilia Rombley                    | On top of the world    | 38     |
| 22     | Estland     | Gerli Padar                        | Partners in crime      | 33     |
| 22     | Montenegro  | Stevan Faddy                       | Hajde kroči            | 33     |
| 24     | Israël      | Teapacks                           | Push the button        | 17     |
| 25     | Malta       | Olivia Lewis                       | Vertigo                | 15     |
| 26     | België      | The KMG's                          | Love power             | 14     |
| 27     | Oostenrijk  | Eric Papilaya                      | Get a life - get alive | 4      |
| 28     | Tsjechië    | Kabát                              | Mála dáma              | 1      |

## Terugkerende artiesten

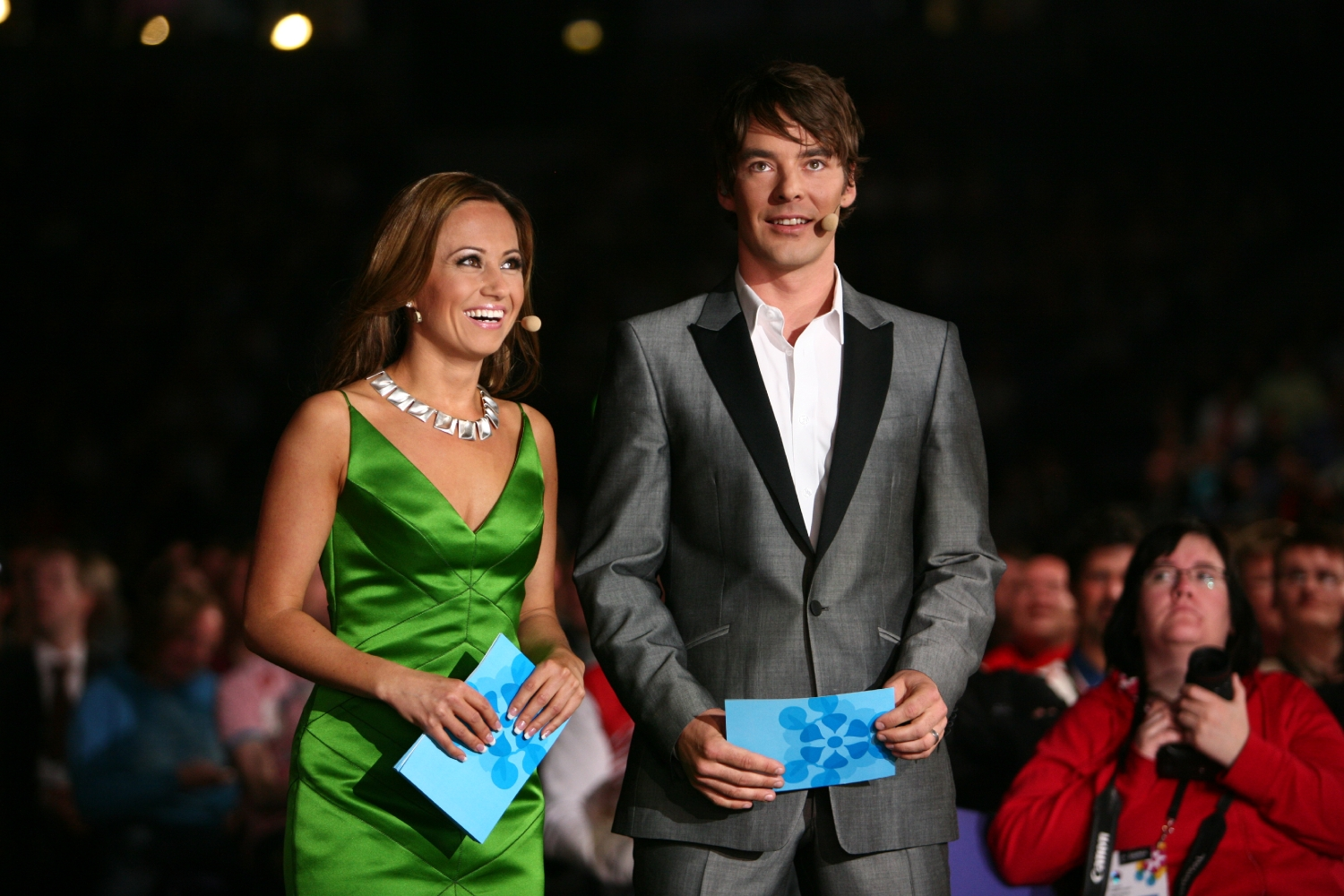
Presentatoren Jaana Pelkonen en Mikko Leppilampi

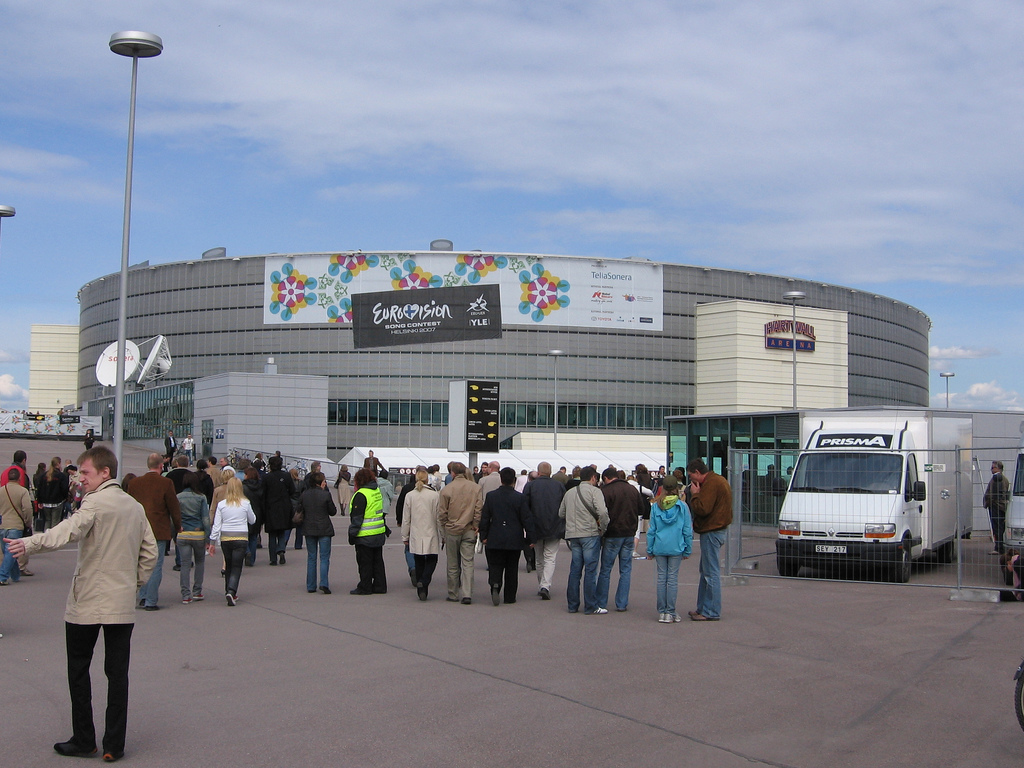
De Hartwall Arena was gastheer voor het Eurovisiesongfestival in 2007.

| Land      | Artiest          | Plaats | Eerdere deelname                     | Plaats toen |
| --------- | ---------------- | ------ | ------------------------------------ | ----------- |
| Cyprus    | Evridiki         | 15 HF  | Cyprus 1992                          | 11          |
| Cyprus    | Evridiki         | 15 HF  | Cyprus 1994                          | 11          |
| IJsland   | Eiríkur Hauksson | 13 HF  | IJsland 1986 (deel van ICY)          | 16          |
| IJsland   | Eiríkur Hauksson | 13 HF  | Noorwegen 1991 (deel van Just 4 Fun) | 17          |
| Macedonië | Karolina Gočeva  | 14     | Macedonië 2002                       | 19          |
| Nederland | Edsilia Rombley  | 21 HF  | Nederland 1998                       | 4           |

## Wijzigingen

### Debuterende landen

Deelnemende landen
Landen die in het verleden deelgenomen hebben
Landen uitgeschakeld in de halve finale

- Georgië: het Kaukasische land werd in 2006 volwaardig lid van de EBU en mocht zo een jaar na Armenië debuteren.
- Montenegro: Montenegro en Servië namen in het verleden deel als onderdeel van Joegoeslavië en Servië en Montenegro, maar het land splitste in 2006, waardoor beide nu voor het eerst als onafhankelijke staten deelnamen.
- Servië: Montenegro en Servië namen in het verleden deel als onderdeel van Joegoeslavië en Servië en Montenegro, maar het land splitste in 2006, waardoor beide nu voor het eerst als onafhankelijke staten deelnamen. Het land won, waardoor het een van de weinige landen is die bij hun debuut meteen de winst binnenhaalde.
- Tsjechië: Tsjechië was het enige Centraal-Europese land dat nog nooit aan het festival had deelgenomen.

### Terugkerende landen
- Hongarije
- Oostenrijk

### Terugtrekkende landen
- Monaco: na drie tegenvallende resultaten besloot de dwergstaat niet meer deel te nemen. Financiële overwegingen speelden ook mee. De inzending van 2006 was in 2023 ook de laatste deelname van Monaco ooit.